# Filippinodillo kimberleyensis
Filippinodillo kimberleyensis är en kräftdjursart som beskrevs av Lewis 1998. Filippinodillo kimberleyensis ingår i släktet Filippinodillo och familjen Armadillidae. Inga underarter finns listade i Catalogue of Life.